# Dendrostilbella chlorina
Dendrostilbella chlorina är en svampart som beskrevs av Malençon 1953. Dendrostilbella chlorina ingår i släktet Dendrostilbella och familjen Helotiaceae.   Inga underarter finns listade i Catalogue of Life.